# Jimmy Martin (golfer)
Jimmy Martin (Wicklow, 27 juli 1924 – Loughlinstown, 14 februari 2000) was een golfprofessional uit Ierland. 
Hij werkte enkele jaren als assistent van Arthur Lees op de Sunningdale Golf Club in Engeland.
Hij won onder meer het Carroll's International, dat zich pas in 1975 aansloot bij de Europese PGA Tour. Ook vertegenwoordigde hij Ierland vijf keer op de World Cup. Martin speelde zes keer in het Brits Open (1960, 1962, 1964, 1967, 1968 en 1970) en speelde steeds alle rondes. Zijn beste resultaat was een 16de plaats in 1962. Ook speelde Martin in de Ryder Cup in 1965, waar hij met Jimmy Hitchcock de foursome verloor van Julius Boros en Tony Lema.
Jimmy Martin overleed op 75-jarige leeftijd en werd naast zijn moeder Christina (†1989) begraven op de Redford begraafplaats in Greystones. 

## Gewonnen
Onder meer:
- 1964: Piccadilly Medal
- 1968: Carroll's International
- 1969: Irish PGA Championship

## Teams
- Ryder Cup: 1965
- World Cup: 1962, 1963, 1964, 1966, 1970